# Jean-François-Joseph Azaïs
Pour les articles homonymes, voir Azaïs.
Jean-François-Joseph Azaïs (2 janvier 1770, Castres - 22 avril 1837, Castres), est un magistrat et homme politique français.

## Biographie
Administrateur à Castres, il fit partie du Conseil des Cinq-Cents, où il fut élu, le 25 germinal an V, par le département du Tarn. Il entra ensuite dans la magistrature et mourut président du tribunal civil de Castres. Il était, en outre, conseiller général du département et chevalier de la Légion d'honneur.

## Pour approfondir